# Svirsk
Svirsk (russisk: Свирск, tr. Svirsk) er en by i Irkutsk oblast, Sibiriske føderale distrikt i Den Russiske Føderation omkring 140 kilometer nordvest for oblastens administrative center, Irkutsk. Byen har 15.485(2021) indbyggere og blev grundlagt i 1735 .

## Geografi
Svirsk ligger på sletten nord for Sajanbjergene på den venstre bred af floden Angara. Byen er administrativt underlagt byen Tsjeremkhovo.

### Klima
Klimaet er tempereret fastlandsklima. Den gennemsnitlige temperatur i juli måned er 24 °C (højst målte temperatur: 35,4 °C), den gennemsnitlige temperatur i januar måned er -19,4 °C (lavest målte temperatur: -43,8 °C). Den gennemsnitlige årlige nedbør er 377 mm.

## Historie
Tekst mangler, hjælp os med at skrive teksten

### Indbyggerudvikling
| År   | Indbyggertal |
| ---- | ------------ |
| 1959 | 21.200       |
| 1979 | 21.800       |
| 1989 | 19.800       |
| 2002 | 15.500       |
| 2009 | 14.292       |

Note: Data fra folketællinger